# The Children of Theatre Street
The Children of Theatre Street ist ein US-amerikanischer Dokumentarfilm von Robert Dornhelm aus dem Jahr 1977.
Der Debütfilm des österreichischen Regisseurs schildert die Ausbildung an der Waganowa-Ballettakademie im früheren Leningrad und wird von der Fürstin Gracia Patricia von Monaco als Erzählerin begleitet. Die Dokumentation kam am 9. Mai 1977 in die US-amerikanischen Kinos.
Alternativ sind zuweilen die beiden inoffiziellen deutschen Übersetzungen des Filmtitels Die Kinder der Theaterstraße und Aufgewachsen hinter den Kulissen zu finden.

## Hintergrund
Der Film über die Kirow-Ballettschule beschreibt die Aufnahme- und Trainingsbedingungen für junge russische Tänzer nach der Waganowa-Methode am Choreografischen Institut Leningrad. Zu den ehemaligen Absolventen der Akademie zählen unter anderem Vaslav Nijinsky und Anna Pawlowa.
Für die Rolle des Erzählers waren zunächst Margot Fonteyn, Paul Newman und Joanne Woodward im Gespräch. Durch die enge Kooperation zwischen der monegassischen und der russischen Ballettschule fiel die Wahl auf Fürstin Gracia Patricia von Monaco. Sie schrieb die Textbeiträge größtenteils selbst. Die einleitenden Szenen mit der Fürstin wurden auf der Bühne des Opernhauses von Monte Carlo sowie auf einer Yacht am Hafen gedreht. Die Liveaufnahmen der Ballettaufführungen entstanden am Kirow-Theater in Leningrad sowie am Bolschoi-Theater und Maly-Theater in Moskau. Der Film bekam gute Kritiken, war kommerziell aber nur mäßig erfolgreich.
Die Koproduktion zwischen westlichen und sowjetischen Filmemachern endete im Eklat, weil Produzent Earle Mack sich weigerte, eine Szene zu ändern. In der Einstellung wurden im Zusammenhang mit der Geschichte des Tanzes die drei berühmten Absolventen Mikhail Baryshnikov, Rudolf Nurejew und Natalja Makarowa erwähnt, die sich in den Westen abgesetzt hatten. Die Sowjets zogen daraufhin ihre Unterstützung zurück und sagten die Premiere in Moskau ab.

## Auszeichnungen
Der Film erhielt 1978 eine Oscar-Nominierung als Bester Dokumentarfilm (Langform). Den Preis gewann Who Are the DeBolts? And Where Did They Get Nineteen Kids?, eine Dokumentation über die Adoption kriegsversehrter Waisenkinder des US-amerikanischen Regisseurs John Korty.

## DVD-Veröffentlichung
The Children of Theatre Street – The Story of the Kirov Ballet School, Kultur Video, April 2004, ca. 90 Minuten, Bildformat 1.33:1 (4:3), Tonformat Englisch Mono